# غريس دانيال
غريس دانيال (بالإنجليزية: Grace Daniel) هي لاعبة كرة الريشة نيجيرية، ولدت في 24 فبراير 1984.

## وصلات خارجية
- غريس دانيال على موقع BWF.tournamentsoftware.com (الإنجليزية)
- غريس دانيال على موقع BWFbadminton.com (الإنجليزية)
- غريس دانيال على موقع اللجنة الأولمبية الدولية (الإنجليزية)
- غريس دانيال على موقع أوليمبيديا (الإنجليزية)
- غريس دانيال على موقع اتحاد ألعاب الكومنولث (مؤرشف) (الإنجليزية)